# モリノ・デル・レイの戦い
モリノ・デル・レイの戦い（モリノ・デル・レイのたたかい）は、米墨戦争のチュルブスコの戦いの後、1847年9月8日に起こった戦闘であり、この戦争の中では最も流血の多いものだった。

## 背景
1847年9月6日、チュルブスコの戦いに続いた休戦と交渉が決裂し、大規模なメキシコ軍が「モリノ・デル・レイ」（王の工場）と呼ばれる石造りの低く大きな一群の建物周辺で観察された。これらの建物はメキシコシティの門から約2マイル (3 km) にあるチャプルテペクの城から西に約1,000ヤード (1 km) の範囲に広がっていた。工場から城までは大きな樹林が隔てており、城の砲台がその地域を守っていた。
ウィンフィールド・スコット将軍は、その樹木が大砲を鋳る鋳造所を隠しており、メキシコの政府と軍双方の指揮者であるアントニオ・ロペス・デ・サンタ・アナが大砲を是非とも欲しがっていて、教会に使いを出して修道院の鐘を供出させそれを溶かして大砲に鋳込ませるという噂があるという報告を受けた。スコット将軍の宿舎があったタクバヤの司祭館の屋根からは、工場の屋根の上に上がる明るく赤い炎の中にある種の炉がはっきりと見えるという証拠があった。スコットはワース将軍に工場を攻撃して占領し、製造所を破壊し、見つけた軍需品全てを破壊するよう命令した。

## 戦闘
王の工場は長さ約500フィート (150 m) の一連の石造りの建物である。これらには小麦粉製粉機や古い王室の火薬製造機が入っている。工場の北端から約500ヤード (450 m) の所に別の強固な石造り建物、カサ・マタがある。カサ・マタの西、約300ヤード (270 m) には、その向こうにモラレスの農園がある大きな峡谷がある。左手の王の工場から右手の峡谷からは西の高地までこの辺りの地面はメキシコ軍によって占められていた。工場の中にはレオン将軍の指揮するリバティ、ユニオン、クエラターロおよびミナの国防軍とランゲル将軍の指揮する旅団（大砲3門、グラナデロス・デ・グアルディア、サン・ブラス・アクティボスおよびサンタ・アナ・アンド・モレリア・ミフトス）が入っていた。工場とカサ・マタの間にはラミレス将軍の指揮で、フィーホ・ザ・メヒコの第2軽大隊、第1および第2戦列連隊と6門の大砲があった。カサ・マタの中にはペレス将軍の指揮で、第4軽大隊、第11戦列連隊が入っていた。峡谷の西、モラレスの方向には4,000名の騎兵がいた。総勢14,000名の軍隊で、サンタ・アナ将軍は勝利を確信していた。
9月8日の朝3時、ワースはジョージ・ライト少佐が率いる第8アメリカ歩兵連隊500名を緩やかな坂になっている面を駆け下りさせて攻撃させた。その連隊の後ろにはチャールズ・F・スミス大佐の軽大隊とジョージ・キャドワラダーの旅団を中央に、その右手にはガーランドの旅団とサイモン・H・ドラム大尉の1個砲兵隊を配した。左手にはジェイムズ・ダンカン大佐の砲兵隊とジェイムズ・マッキントッシュ大佐が指揮する旅団を配した。サムナー少佐が騎兵隊を指揮し、最初は左手の外れにいた。ワースの軍勢は総計2,800名だった。
フーガー大尉の重砲が工場に対してまず砲火を開き、敵の戦列が動揺するようになるまで続けられた。ライト少佐の襲撃隊がこの時に突撃した。この部隊側面のメキシコ軍大砲から火を噴き始め、工場の平床にいる歩兵からも側面と正面から銃火が開いた。アメリカ軍の士官14人のうち11人が戦死したが、スミスとキャドワラダーの部隊が戦場中央で敵戦列を占領した。ガーランド大佐とドラムの砲兵隊が、チャプルテペクの大砲に直接曝されていた右手の敵陣を占領した
左手ではマッキントッシュ大佐の旅団が殺人的な銃火の下をカサ・マタに前進した。マッキントッシュの部隊は後退を強い、ダンカン大佐の大隊が支援してそこを占領していた部隊と援軍をカサ・マタから追い出した。

## 戦闘の後
アメリカ軍はカサ・マタを爆破し、工場の中に有った鋳型など他の設備を破壊した後、タクバヤに戻った。大砲3門、大量の小火器と弾薬および兵士800名が捕獲された。メキシコ軍はレオン将軍とバルデラス大佐（ミナ大隊）とガラティ大佐が戦死したのを含め、769名以上の損失を出した。アメリカ軍は729名が戦死または負傷し、49名の士官が負傷し、スコット中佐、グラハム少佐、メリル大尉、エアーズ大尉、さらにジョンストン、アームストロング、ストロング、バーウェル、フェアリーの各中尉が戦死した。
次のチャプルテペクの戦いのための準備が直ぐに始められた。